# Felo
Felo, właśc. Rafael Batista Hernández (ur. 24 października 1936 w Las Palmas de Gran Canaria) – piłkarz hiszpański, który grał na pozycji pomocnika.
Pierwszym profesjonalnym klubem w karierze Felo był UD Las Palmas, w barwach którego zadebiutował w Primera División 28 października 1956 w meczu przeciwko Sevilli. W 1960 Felo spadł z Las Palmas do drugiej ligi i spędził na tym szczeblu jeden sezon, by latem 1961 trafić do Realu Madryt. W stolicy Hiszpanii spędził cztery sezony, każdy zakończony zdobyciem tytułu mistrza kraju. Dwukrotnie zagrał też w finale Pucharu Mistrzów, za każdym razem jednak Real Madryt przegrywał.
Ostatnie sezony Felo spędził w Sevilli. Zakończył karierę w wieku 32 lat.